# Kansas-Nebraska loven
I 1854 blev den såkaldte Kansas-Nebraska lov godkendt. Denne lov inddelte dele af Great Plains-territoriet i to territorier nemlig Kansas og Nebraska. Regionen blev opnået for nybyggerne, og snart efter havde både Kansas og Nebraska indbyggere nok til at blive optaget i Unionen som stater. Indbyggerne i de to stater skulle selv bestemme, om deres stat skulle optages som slavestat eller ej. Dermed ophævede Kansas-Nebraska loven Missourikompromiset, da det kunne betyde et ulige forhold mellem slavestater og slavefrie stater, hvis begge stater blev optaget som slavestater eller slavefrie stater.